# Lisa Nowak
 Lisa Marie Caputo Nowak (Washington, D.C., 10 de maio de 1963) é uma ex-astronauta e oficial naval norte-americana que foi ao espaço no ônibus espacial Discovery em julho de 2006, em missão de teste de espaçonave, no segundo voo do programa do ônibus espacial após a tragédia com a nave Columbia, em 2003.
Lisa começou a se interessar pelo programa espacial norte-americano desde os seis anos de idade, quando acompanhou a descida do homem na Lua e enquanto crescia seguiu com interesse a implantação do ônibus espacial, principalmente a introdução de mulheres astronautas no programa espacial, formando-se como engenheira aeroespacial em 1985. Após isso, graduou-se como piloto da marinha, acumulando mais de 1500 horas de voo em trinta aeronaves diferentes antes de entrar para a NASA.
Em 1996 foi selecionada para ser astronauta ela NASA e qualificada como especialista de missão e foi ao espaço em 4 de julho de 2006, no retorno do ônibus espacial às viagens orbitais, missão esta que incluiu uma estadia na Estação Espacial Internacional e diversas Atividades extra-veiculares. Como primeira norte-americana de ascendência italiana a ir ao espaço, Nowak levou no peito um broche de ouro da Organização Nacional de Mulheres Ítalo-Americanas.

## Sequestro
Em fevereiro de 2007 Lisa Nowak - casada e mãe de três filhos - foi acusada de tentativa de sequestro, roubo de carro e destruição de provas, em Orlando (Flórida). A astronauta foi atrás de Colleen Shipman, engenheira da agência, por estar namorando William Oefelein, astronauta e piloto da missão STS-116 da nave Discovery, que foi ao espaço em dezembro de 2006 e vértice do triângulo amoroso.
Quando foi presa, Nowak portava uma faca, uma marreta de aço, luvas pretas, sacos plásticos, uma pistola de chumbinho e tubos plásticos. Em seu carro a polícia também encontrou cartas de amor dela para Oefelein e mensagens eletrônicas entre ele e Shipman.
Caso seja declarada culpada pela corte americana por tentativa de sequestro, a astronauta poderá ser condenada à prisão perpétua. Seu caso ainda não foi julgado.

## Pós-NASA
Nowak teve seu contrato como oficial naval com a NASA extinto em 7 de março de 2007 pela Agência. 

A saída da Marinha veio após uma avaliação dos oficiais da corporação feita no ano passado. De acordo com um porta-voz, a conduta de Nowak "esteve aquém da esperada de oficiais da Marinha". A dispensa “não-honrosa” afeta os benefícios que ela receberia. Sua aposentadoria também será menor, equivalente a uma patente a menos que a dela.

Depois do incidente, o marido de Lisa Nowak pediu o divórcio. Colleen Shipman e William Oefelein se casaram em 2010.

## Na Cultura Popular
- O triângulo amoroso envolvendo os astronautas e Collin Shipman foi mostrado na série de tevê 20/20, episódio este que teve como título "Over the Line".[1]

- A canção "Road Trip", de Molly Lewis, reconta detalhes da ida de Nowak de Houston até Orlando.

- O filme Lucy In The Sky, de 2019, estrelando Natalie Portman, é baseado na história de Nowak.[2]